# El vestido de novia
El vestido de novia è un film del 1959 diretto da Benito Alazraki.

## Produzione
Il film fu prodotto dalla Cinematográfica Calderón S.A.

## Distribuzione
Distribuito dalla Azteca Films Inc., il film uscì nelle sale messicane il 18 giugno 1959. Nello stesso anno, venne distribuito anche negli Stati Uniti.